# Giulio Stival
Giulio Stival (Venezia, 14 marzo 1902 – Novara, 1º aprile 1953) è stato un attore, doppiatore e regista teatrale italiano.

## Biografia
Appassionato del teatro fin da ragazzo, organizza nella sua città natale una filodrammatica della quale è anche il regista, per diventare attore professionista nel 1927 nella compagnia di Emma Gramatica. Passa poi l'anno successivo nella De Riso-Benassi e recita quindi con Marta Abba, Gandusio, Ruggeri finché nel 1933 forma una propria compagnia con Dora Menichelli e Armando Migliari. È poi con Dina Galli, accanto alla quale recita nei grandi successi Felicita Colombo e Nonna Felicita di Adami. Quindi entra a far parte di una formazione con prima attrice Kiki Palmer e ritrova nel 1939 Emma Gramatica, fino a trovare un'allettante scrittura nel 1942 nella Compagnia del Teatro Eliseo diretta da Zacconi, ricevendo consensi per le sue interpretazioni in due opere di Shaw, Candida e Le case del vedovo. Anche nel dopoguerra Stival è attivissimo in teatro e sempre presente in allestimenti di opere classiche e moderne.
Attore serio, colto, elegante, misurato ma viscerale, alterna l'attività teatrale con quella cinematografica dove però la sua presenza è molto marginale, limitata a buone caratterizzazioni ma nulla più, a partire dal 1937 con Gli uomini non sono ingrati di Guido Brignone, fino al 1952 con Il cappotto di Alberto Lattuada, tratto da un romanzo di Gogol e con al fianco Renato Rascel. Ha anche lavorato in alcune circostanze come doppiatore.
Muore prematuramente a Novara il 1º aprile 1953, a causa di un incidente d'auto. È sepolto presso il cimitero di Mogliano Veneto.

## Filmografia
- Gli uomini non sono ingrati, regia di Guido Brignone (1937)
- La casa del peccato, regia di Max Neufeld (1938)
- Fascino, regia di Giacinto Solito (1939)
- Frenesia, regia di Mario Bonnard (1939)
- Batticuore, regia di Mario Camerini (1939)
- Melodie eterne, regia di Carmine Gallone (1940)
- Cantate con me!, regia di Guido Brignone (1940)
- L'orizzonte dipinto, regia di Guido Salvini (1941)
- I mariti (Tempesta d'anime), regia di Camillo Mastrocinque (1941)
- La famiglia Brambilla in vacanza, regia di Carl Boese (1941)
- Quarta pagina, regia di Nicola Manzari (1942)
- Gian Burrasca, regia di Sergio Tofano (1943)
- Il paese senza pace, regia di Leo Menardi (1943)
- La buona fortuna, regia di Fernando Cerchio (1944)
- Quartieri alti, regia di Mario Soldati (1945)
- La vita semplice, regia di Francesco De Robertis (1946)
- Il cavaliere del sogno, regia di Camillo Mastrocinque (1947)
- Yvonne la Nuit, regia di Giuseppe Amato (1949)
- La taverna della libertà, regia di Maurice Cam (1950)
- Il monello della strada, regia di Carlo Borghesio (1950)
- Le due verità, regia di Antonio Leonviola (1951)
- Ha fatto 13, regia di Carletto Manzoni (1951)
- Totò e i re di Roma, regia di Steno e Mario Monicelli (1951)
- Tre storie proibite, regia di Augusto Genina (1952)
- Il cappotto, regia di Alberto Lattuada (1952)

## Prosa radiofonica Rai
- Il sole negli occhi, commedia di Giovanni Cenzato, regia di Claudio Fino, trasmessa il 4 maggio 1953
- Niente di male, di Guido Cantini, regia di Claudio Fino, trasmessa il 3 novembre 1953

## Doppiaggio
- Eugene Pallette in La leggenda di Robin Hood (doppiaggio originale)
- Guglielmo Sinaz in L'assedio dell'Alcazar